# Compaq Portable
Compaq Portable је био преносиви рачунар фирме Compaq који је почео да се производи у Сједињеним Америчким Државама од ase). године.
Користио је Intel 8088 као микропроцесор. RAM меморија рачунара је имала капацитет од 128 kb, до 256 kb (и 640k преко IBM PC картице у магистрали рачунара).
Као оперативни систем кориштен је MS-DOS 1.1.

## Детаљни подаци
Детаљнији подаци о рачунару преносиви рачунар су дати у табели испод.
|                       |                                                                                       |
| [ 1 ]                 |                                                                                       |
| Произвођач            |                                                                                       |
| Тип                   | преносиви рачунар                                                                     |
| Меморија              | 128 , до 256 (и 640k преко IBM PC картице у магистрали рачунара)                      |
| Поријекло             | Сједињене Америчке Државе                                                             |
| Година                | ase)                                                                                  |
| Тастатура             | Пуни помак тастера, одвојива тастатура са функцијским тастерима и нумеричка тастатура |
| Процесор              |                                                                                       |
| Фреквенција процесора | 4,77                                                                                  |
| RAM                   | 128 , до 256 (и 640k преко IBM PC картице у магистрали рачунара)                      |
| ROM                   |                                                                                       |
| Текст                 | 80x25, 40x25 - 9-инчни једнобојни монитор уграђен                                     |
| Графика               | CGA, MDA                                                                              |
| Боја                  | монитор са зеленим приказом                                                           |
| Звук                  | 2 тонска генератора, 2 x 5 октава, стерео излаз на hi-fi систем, моно са телевизором  |
| Димензије             | 34 фунте                                                                              |
| Портови               |                                                                                       |
| Оперативни систем     |                                                                                       |